# 圆叶肾蕨
圆叶肾蕨（学名：Nephrolepis duffii）为骨碎补科肾蕨属下的一个种。

## 扩展阅读
- 維基物種上的相關：圆叶肾蕨